# Abd-al-Karim al-Jilí
Qutb-ad-Din Abd-al-Karim ibn Ibrahim ibn Abd-al-Karim ibn Khalifa ibn Àhmad al-Jilí (àrab: قطب الدين عبد الكريم بن إبراهيم بن عبد الكريم بن خليفة بن أحمد الجيلي, Quṭb ad-Dīn ʿAbd al-Karīm b. Ibrāhīm b. ʿAbd al-Karīm b. Ḫalīfa b. Aḥmad al-Jīlī), més conegut simplement com a Abd-al-Karim al-Jilí (1365? - 1428?), fou un xeic sufí descendent d'Abd-al-Qàdir al-Jilaní, i autor de L'home perfecte (àrab: الإنسان الكامل, Al-insān al-kāmil), considerada una de les obres mestres de literatura sufí.
Segons explica ell mateix en una de les seves obres va estudiar al Iemen, a Zabid, entre 1393 i 1402, i va escriure unes trenta obres i tractats. Va ser un dels primers a difondre de manera important l'obra del místic i filòsof andalusí Ibn al-Arabí. En L'home perfecte sistematitza els ensenyaments d'aquest pensador sobre l'estructura de realitat i la perfecció humana.
Les concepcions d'al-Jilí sobre l'Absolut influirien més tard el filòsof i poeta indi musulmà Allama Iqbal (1877-1938).